# Mentzelia oligosperma
Mentzelia oligosperma är en brännreveväxtart som beskrevs av Thomas Nuttall och John Sims. Mentzelia oligosperma ingår i släktet Mentzelia och familjen brännreveväxter. Inga underarter finns listade i Catalogue of Life.